# Hughes de Chavagnac
Hughes de Chavagnac (n. 14 octombrie 1960, Napoli, Italia) este un diplomat francez, care a îndeplinit funcția de consilier personal pe probleme de integrare europeană al președintelui României, Traian Băsescu. 

## Biografie
Hughes de Chavagnac s-a născut la data de 14 octombrie 1960 în orașul Napoli (Italia). A studiat la Școala Preparatorie "Sf. Genevieva" de la Versailles (1977–1978), după care a urmat, între anii 1978-1981, cursurile Școlii de Înalte Studii Comerciale de la Paris (HEC), specializându-se în economie. Urmează apoi Institutul de Studii Politice din Paris, secțiunea Administrație Publică (1981-1983) și ulterior și Școala Națională de Administrație (ENA) din Paris (1985-1987).
Între anii 1987–1991, a lucrat ca administrator de serviciu public în cadrul Ministerului Cooperării și Dezvoltării Externe a Franței. În cadrul acestuia a deținut funcția de șef adjunct (1987-1989) al departamentului pentru dezvoltarea întreprinderilor din Direcția politici de dezvoltare, management de program – promovarea investiților private, Întreprinderi Mici și Mijlocii, privatizare, restructurare, sectorul bancar. Apoi, între anii 1990–1991, a fost coordonator pentru Africa de Sud al Departamentului pentru asistență financiară și coordonare geografică. 
În perioada 1991–1995, este funcționar pentru Programul PHARE la Direcția Generală de Afaceri Externe a Comisiei Europene de la Bruxelles. În această calitate, s-a ocupat de negocierea cu autoritățile naționale, prezentarea programului comitetelor de management ale UE, licitații și contractare, recrutare de experți, follow-up operațional și financiar. S-a ocupat ca manager de program de aplicarea programului Phare în Lituania, Letonia și Estonia (1992-1993) și apoi în Bulgaria (1994-1995). 
În anul 1995, revine în cadrul Ministerului Afacerilor Externe de la Paris, în funcția de șef adjunct al Departamentului pentru relații financiare internaționale din Direcția Afaceri economice și financiare. În această calitate, a fost coordonator și autor principal al Raportului elaborat de Ministerul de Externe (Raportul Praga) privind coordonarea asistenței pentru dezvoltare națională cu implicarea instituțiilor multilaterale (UE, Banca Mondială, ONU).
După un stagiu în diplomație ca Prim consilier politic la Ambasada Franței în Rusia (1998-2001), timp în care a fost și profesor de relații internaționale și chestiuni ale UE la Moscova, Chavagnac este delegat la Reprezentanța permanentă a Franței la Uniunea Europeană, cu sediul la Bruxelles. Aici, lucrează pe postul de consilier pentru politica regională și de pescuit, fiind reprezentant al Franței la Acțiunile Structurale și Grupurile de lucru ale Consiliului pentru Pescuit (2001-2003) și apoi pe cel de consilier pentru zona mediteraneană și Orientul Mijlociu, reprezentant al Franței la Maghreb, Orientul Mijlociu și Grupurile de lucru ale Consiliului Golfului Persic (2003-2004). 
Își satisface stagiu militar în cadrul Corpului de Ingineri Militari de la Angers, Levallois (ianuarie-decembrie 2004), după care revine în funcția de consilier la Direcția pentru strategie, coordonare și analiză a Comisiei Europene de la Bruxelles. 
Din iulie 2005, deține funcția de consilier personal al Președintelui României, Traian Băsescu, pe probleme de integrare europeană.
Hughes de Chavagnac vorbește fluent limbile franceză, engleză, spaniolă și rusă și înțelege limbile română (în curs de învățare), germană, italiană și portugheză. El este căsătorit și are trei copii.